# پابلو گارسیا (بازیکن فوتبال زاده ۱۹۸۵)
پابلو گارسیا (انگلیسی: Pablo García؛ زادهٔ ۳۰ مهٔ ۱۹۸۵) بازیکن فوتبال اهل اسپانیا است.
از باشگاه‌هایی که در آن بازی کرده‌است می‌توان به باشگاه فوتبال آلباسته بالومپیه اشاره کرد.